# Сохна (приток Угры)
Сохна — река в Калужской области России. Длина реки составляет 30 км, площадь водосборного бассейна — 250 км². Устье реки находится в 112 км по левому берегу реки Угры.
Протекает по территории Износковского и Юхновского районов.

## Притоки (км от устья)
- 15 км: ручей Черныш
- река Слушка[3]
- река Жеремесло[3]

## Данные водного реестра
По данным государственного водного реестра России относится к Окскому бассейновому округу, водохозяйственный участок реки — Угра от истока и до устья, речной подбассейн реки — Бассейны притоков Оки до впадения Мокши. Речной бассейн реки — Ока.
Код объекта в государственном водном реестре — 09010100412110000021337.